# San Michele al Tagliamento
San Michele al Tagliamento es una localidad y comune italiana de la provincia de Venecia, región de Véneto, con 11.908 habitantes.

## Evolución demográfica
| Gráfica de evolución demográfica de San Michele al Tagliamento entre 1861 y 2001 |
|                                                                                  |
| Fuente ISTAT - elaboración gráfica de Wikipedia                                  |